# اسکیپیو امیلیانوس
اسکیپیو امیلیانوس (انگلیسی: Scipio Aemilianus؛ ۱۸۵ قبل از میلاد – ۱۲۹ قبل از میلاد) کنسول جمهوری روم در سال ۱۴۷ قبل از میلاد و ۱۳۴ قبل از میلاد بود. وی در جنگ سوم کارتاژ در برابر فنیقی‌ها به عنوان فرمانده حضور داشت که با پیروزی روم همراه بود.